# Werner Gysin
Werner Gysin (* 18. Juli 1915 in Zug; † 31. Dezember 1998) war ein Schweizer Mathematiker, nach dem die Gysin-Sequenz und der Gysin-Homomorphismus benannt sind.

## Leben und Werk
Gysin schrieb seine Dissertation an der Eidgenössischen Technischen Hochschule Zürich als Student von Heinz Hopf, Zweitgutachter war Eduard Stiefel.
Sie war ein wesentlicher Beitrag zum Verständnis des Zusammenhangs der topologischen Invarianten von Basis, Totalraum und Faser eines Sphärenbündels {\displaystyle S^{n}\to E\to B}. Durch Hassler Whitneys Arbeiten über Sphärenbündel waren viele topologische Fragen auf geometrische reduziert worden, weshalb Sphärenbündel als fundamentale Objekte galten. Hans Samelson hatte den Zusammenhang der Homologiegruppen für kompakte Gruppen und ihre homogenen Räume gefunden, was sich auf Sphärenbündel aber nur in wenigen Spezialfällen anwenden ließ. Gysins neuer Ansatz bestand darin, die Beziehung zwischen den Homologiegruppen mittels des später als Gysin-Homomorphismus bezeichneten Umkehrhomomorphismus zu untersuchen: einer simplizialen Abbildung {\displaystyle f\colon E\to B} ordnet er die mittels Funktorialität der simplizialen Kohomologie und zweifacher Anwendung der Poincaré-Dualität {\displaystyle PD} auf Zykeln durch {\displaystyle f_{*}(z)=(f^{*}(z^{PD}))^{PD}} definierte Abbildung {\displaystyle f_{*}\colon Z_{*}(B)\to Z_{*+n}(E)} zu. Falls der Zykel {\displaystyle f_{*}(z)} ein Rand {\displaystyle f_{*}(z)=\partial c} ist, ist {\displaystyle h(z):=f_{*}(c)\in C_{*+d+1}(B)} ein Zykel. Diese Konstruktion bildet {\displaystyle \left\{\left[z\right]\in H_{*}(B)\mid f^{*}(\left[z\right]^{PD})=0\right\}} auf {\displaystyle H_{*+n+1}(B)/f_{*}(H_{*+n+1}(E))} ab. Gysin bewies, dass die Konstruktion wohldefiniert und homotopie-invariant ist. Wenn {\displaystyle h(z)\not =0} für einen Zykel {\displaystyle z}, dann ist {\displaystyle f} nicht nullhomotop. Das verallgemeinert eine Konstruktion der Hopf-Invariante.
Gysins Arbeit wurde zentral für neue Ansätze zur Berechnung von Homologiegruppen und war in der Nachkriegszeit eine der meistzitierten topologischen Arbeiten. Norman Steenrod gab einen kohomologischen Beweis der Gysin-Sequenz und André Lichnerowicz eine Interpretation mittels Integration entlang Fasern in De-Rham-Kohomologie. Chern und Spanier verallgemeinerten die Gysin-Sequenz auf CW-Komplexe.

## Werke
- Zur Homologietheorie der Abbildungen und Faserungen von Mannigfaltigkeiten. Dissertation, ETH Zürich, 1941.[2]
- Zur Homologietheorie der Abbildungen und Faserungen von Mannigfaltigkeiten. In: Commentarii Mathematici Helvetici. Bd. 14, 1942, S. 61–122.